# Raoul Manselli
Raoul Manselli (* 8. Juni 1917 in Neapel; † 20. November 1984) war ein italienischer Historiker, der sich schwerpunktmäßig mit der Geschichte des Mittelalters befasste. 

Raoul Manselli absolvierte das Gymnasium und das Grundstudium bis zur Promotion 1939 über den Ersten Kreuzzug in Neapel. Er war Lehrer in Caserta und Lucca. Im Krieg war er ein Jahr lang Lektor für Italienisch in Bremen. 1953 erhielt er die Lehrbefugnis (libera docenza) und lehrte in Lecce, Perugia und seit 1961 in Turin, wo er 1962 zum korrespondierenden Mitglied der dortigen Akademie der Wissenschaften gewählt wurde. Im Jahre 1966 erhielt er einen Lehrstuhl für mittelalterliche Geschichte an der Universität Rom. 1971 wurde Manselli korrespondierendes Mitglied der Accademia dei Lincei, im Jahr 1977 korrespondierendes Mitglied der Zentraldirektion der Monumenta Germaniae Historica. Im gleichen Jahr wurde er Präsident des Centro italiano di studi sull’alto medioevo in Spoleto. Seit 1978 war er korrespondierendes Mitglied der Heidelberger Akademie der Wissenschaften, seit 1980 der Bayerischen Akademie der Wissenschaften und seit 1984 der British Academy.
Seine Forschungsschwerpunkte waren die Häresien und die Volksreligion im Hochmittelalter. In seiner 1979 veröffentlichten Darstellung L’Europa medioevale behandelte er auf mehr als 1000 Seiten die Geschichte von der Spätantike bis zum Schisma von 1378. Von ihm stammt ein 1980 erschienenes, seither mehrfach aufgelegtes Werk über Franz von Assisi. 

## Schriften (Auswahl)
- Franziskus. Der solidarische Bruder. Herder, Freiburg im Breisgau u. a. 1989, ISBN 3-451-21190-4.
- La religion populaire au moyen âge. Problèmes de méthode et d’histoire. Institut d’Études Médiévales, Montréal 1975.
- Studi sulle eresie del secolo XII. Istituto Storico Italiano per il Medio Evo, Rom 1953.